# Son Kite

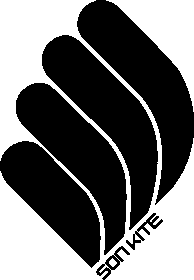
Son Kite Logo

Son Kite ist ein schwedisches Psytrance- bzw. Goa-Projekt. Masterminds sind Sebastian Mullaert und Marcus Henriksson, die das Duo 1996 ins Leben riefen. Neben ihrer Arbeit als Son Kite verwirklichen die beiden in ihrem High-Hat Studio in Malmö, Schweden auch andere musikalische Ideen, unter anderem in ihren Projekten Minilogue, Trimatic und Qlap (letzteres zusammen mit Filip Mårdberg & Fredrik Gilenholt von Ticon).

## Geschichte
Sebastian Mullaert und Marcus Henriksson entstammen unterschiedlichen musikalischen Hintergründen. Während Mullaert eine klassische Musikausbildung erfuhr, indem er Orgel-, Klavier- und Violinenunterricht nahm und sich an verschiedenen anderen Instrumenten ausprobierte, fand Henriksson über die Musik von Kraftwerk und Human League seine wahre Berufung in den Techno-Partys der 90er Jahre. Auf diversen Partys zeigte er Talent als DJ und gehörte im südlichen Schweden schnell zu den Bekannteren seiner Zunft. Auf einer dieser Partys begegneten sich die beiden und beschlossen, Sebastians musikalische Kenntnisse und Visionen mit Marcus’ DJ-Fähigkeiten und Erfahrungen aus der Musikszene zu kombinieren. So riefen sie 1996 Son Kite ins Leben.

## Diskografie
|  | Alben - Minilogue (1999) - Perspectives of... (2002) - Colours (2004) Singles - Colours Remixes (12", 2004) - Colours Remixes (cd single, 2004) - On Air remixes (12", 2004) - On Air remixes (cd single, 2004) - Receive ptII EP (2003) - Aiwana Remixes (2nd ed, 2002) - Reewo EP (2002) - Aiwana Remixes (12", 2002) - Aiwana Remixes (cd single, 2002) - Youngle EP (2001) - Son Kite Remixes (2001) - Snurrgubben EP (2001) - Unfamiliar EP (2000) - Where’s my drum? EP (2000) - Mirage EP (2000) - Flashbulb Memories EP (2000) - Receive EP (2000) - Consign EP (2000) - Subject EP (1999) DVD - Live in Tokyo (2004) |  | Tracks auf Compilations - Acropolis Avenue „Gazing At The Sun“ (Parham & Plaza Remix, 2006) - Wonderland „colours“ (luke chable remix, 2005) - Wonderland „on air“ (lemon8 remix, 2005) - IDJ Covermount CD (Let us be, 2004) - YSE – Open Air 2 – Season 2004 (The stars within us, 2004) - YSE – Goa 2004 vol 2 (On air (NDSA RMX), 2004) - Trance Scandinavian Express (On air (Deedrah RMX), 2004) - YSE – Ticket to goa vol 4 (On air, 2004) - Dusty Nation part 1 (Sunset Street, 2003) - Cosmophilia Vol 2 (Receive part II, 2003) - Goa open air (Receive part II, 2003) - Dj Asherun comp. (Sunset Street, 2003) - Labyrinth Volume 3 (Sunset Street, 2003) - Knee Deep (Sunset Street, 2003) - Goa 2003 Vol. 1 (Massive, 2003) - Trance of Scandinavia (Receive part II, 2003) - Chillosophy no.3 (Million wishes, 2002) - Digital Emission (Massive, 2002) - DIGITAL DJ 01 (Reewo, 2002) - ZH Tech house Vol. 2 (Aiwana (Nukem RMX), 2002) - Goa beach (Reewo, 2002) - Elektro parade (Reewo, 2002) - Progressive trance (Mirage, 2002) - Crosslink (Reewo (Llopis RMX), 2002) |